# دافي بيرد
دافي بيرد (بالإنجليزية: Davie Baird)‏ (4 مارس 1869 - 19 مارس 1946) هو مدرب كرة قدم ولاعب كرة قدم بريطاني (وحمل سابقاً جنسية المملكة المتحدة لبريطانيا العظمى وأيرلندا) في مركز جناح ‏. لعب مع نادي ماذرويل.

## وصلات خارجية
- دافي بيرد على موقع الاتحاد الإسكتلندي (الإنجليزية)
- دافي بيرد على موقع ناشيونال فوتبول تيمز (الإنجليزية)